# Télégraphe de Moscou
Pour les articles homonymes, voir Télégraphe (homonymie).

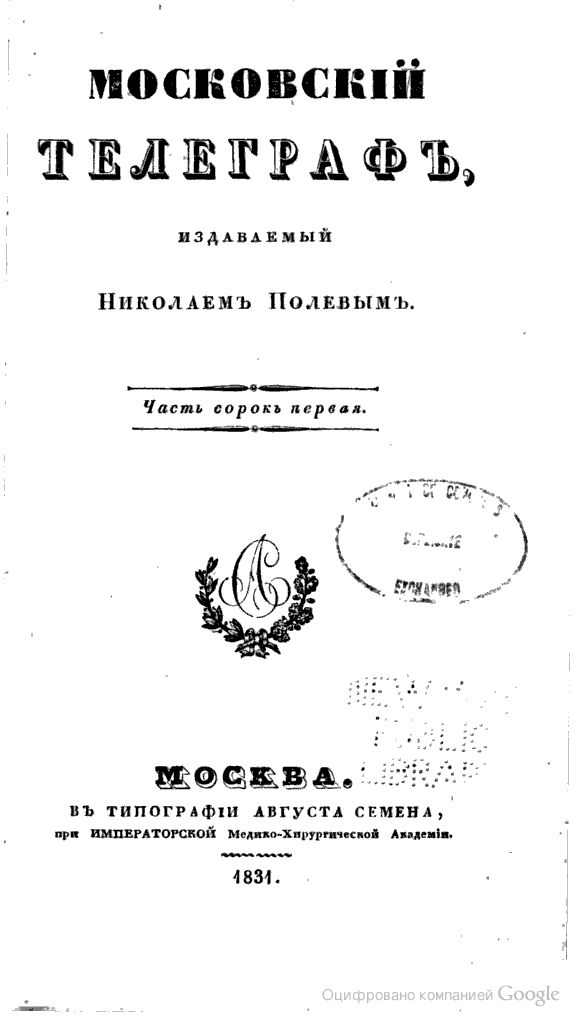

Le Télégraphe de Moscou (en russe : Моско́вский телегр́аф, Moskovski telegraf ; 1825 – 1834) fut la première revue encyclopédique russe à être conçue sur le modèle des reviews anglaises et constitua l'organe principal du romantisme dans les années 1830 en Russie.
En 1834, Le Télégraphe fut supprimé à la suite d'un article qui déclarait mauvaise une pièce de Nestor Koukolnik. Le rédacteur Nikolaï Polévoï se résigna à mettre son drapeau en poche, passant à Saint-Pétersbourg et y ralliant, dans une autre revue, la bande de Boulgarine et de Griétch. Moscou ne perdit pas à cette désertion : Le Télégraphe y fut remplacé par Le Télescope, qui en 1836 publiait la fameuse lettre philosophique de Tchaadaïev.

## Quotidien 1881-1883
Un quotidien au même titre est lancé en 1881 à Moscou axé sur la politique et la littérature, d'orientation plutôt progressiste. Son rédacteur-en-chef et éditeur est I.I. Rozdevitch. Il cesse de paraître en 1883.